# 奈及利亞直棋

奈及利亞直棋棋盤

奈及利亞直棋（Dara或Derrah），是流傳於奈及利亞的雙人棋類，是種直棋類遊戲，與圖瓦雷克直棋類似。

## 棋具
- 棋盤為6*5方格。
- 以兩色棋子區分敵我，每方棋子數十二枚。

## 棋規
- 对弈过程分两階段，放子階段輪流放一枚棋子至空棋位，直到手邊的棋子都放下为止；然後開始走子階段，移動一枚棋子至鄰邊格。無論是何階段，不可使四枚以上己棋成縱或橫向相連。當移動使得正好三枚己棋成縱或橫線，就吃掉对方非連成縱橫線的一枚棋子。如果造成兩條以上，則仍只能吃一子。
- 使對方剩下兩枚棋子以下者獲勝。[2]

## 變體
撒哈拉沙漠的圖阿雷格人的圖阿雷格直棋（Dama Tuareg）差別在棋盤為*5*5方格。

## 外部連結
- 遊戲介紹
- 遊戲介紹[永久]
- 遊戲下載